# 1913 au Maroc
Chronologie du Maroc
- 1909
- 1910
- 1911
- 1912
- 1913
- 1914
- 1915
- 1916
- 1917

Cet article présente les faits marquants de l'année 1913 au Maroc ou relatifs au Maroc.

## Événements

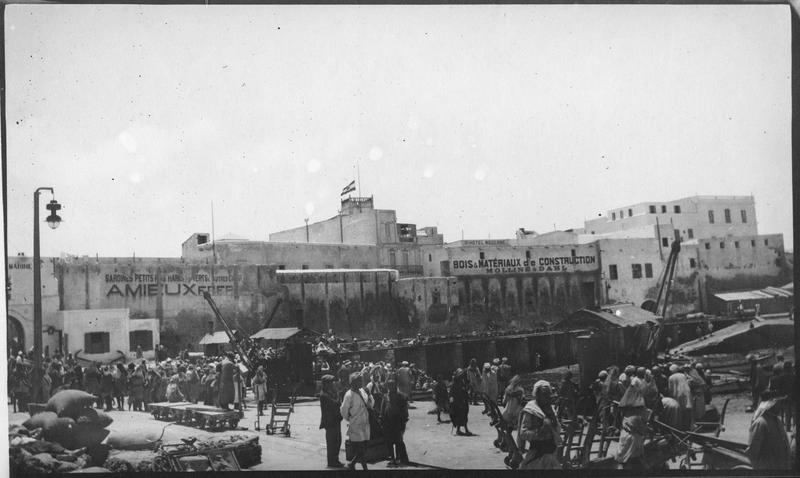
Le port de Casablanca en mai 1916.

- 25 mars : Début de la construction du port de Casablanca, le groupe composé de la Compagnie Marocaine et de la société Schneider du Creusot fut déclaré adjudicataire pour 44 110 000 francs pour la construction du port[1].
- L'Union Sportive Marocaine (en arabe : الإتحاد الرياضي المغربي), couramment abrégée en USM, est un ancien club sportif marocain omnisports, fondé le 13 avril 1913[2] par Louis Andrieux à casablanca pendant le protectorat français.
- L'Union Sportive de Meknès (en arabe : إتحاد مكناس الرياضي), plus couramment abrégé en USD Meknès ou bien USDM, est un club sportif marocain de omnisports, fondé en 1913 par les étrangers de la ville dont notamment les nobles du protectorat français, basé dans la ville de Meknès.
- Le Sporting Club Cheminots des Roches Noires (en arabe : نادي سبورتينغ عمال السكك الحديدية الصخور السوداء), plus couramment abrégé en SCCRN, est un club marocain de football fondé en 1913 sous le nom de Sporting Club Casablancais des Roches Noires, (Sports Club Casablanca's Black Rocks), par les anglais de la ville de Casablanca.